# Bolbitis heteroclita
Bolbitis heteroclita är en träjonväxtart som först beskrevs av Presl, och fick sitt nu gällande namn av Ren-Chang Ching. Bolbitis heteroclita ingår i släktet Bolbitis och familjen Dryopteridaceae. Inga underarter finns listade.

## Bildgalleri

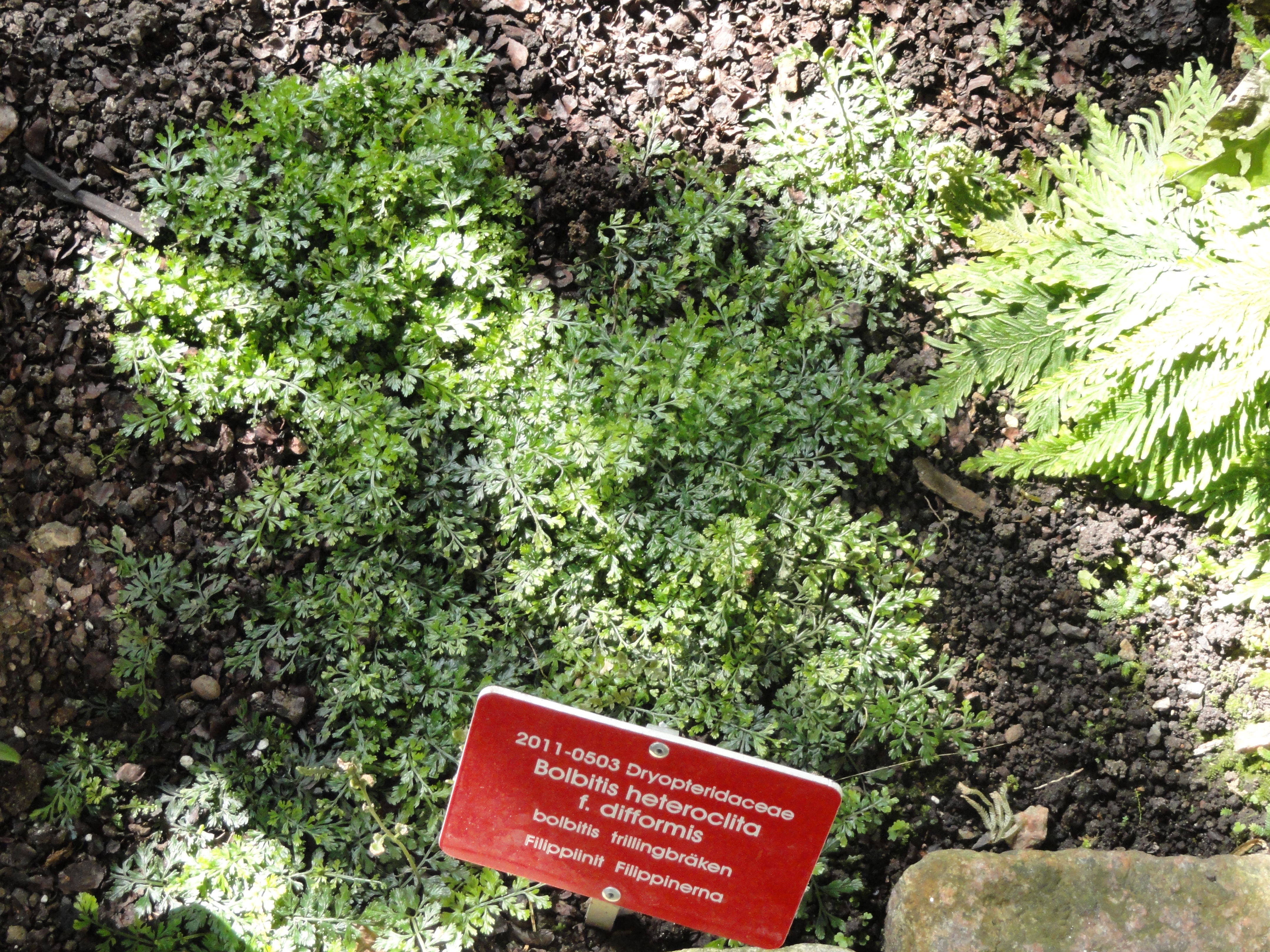
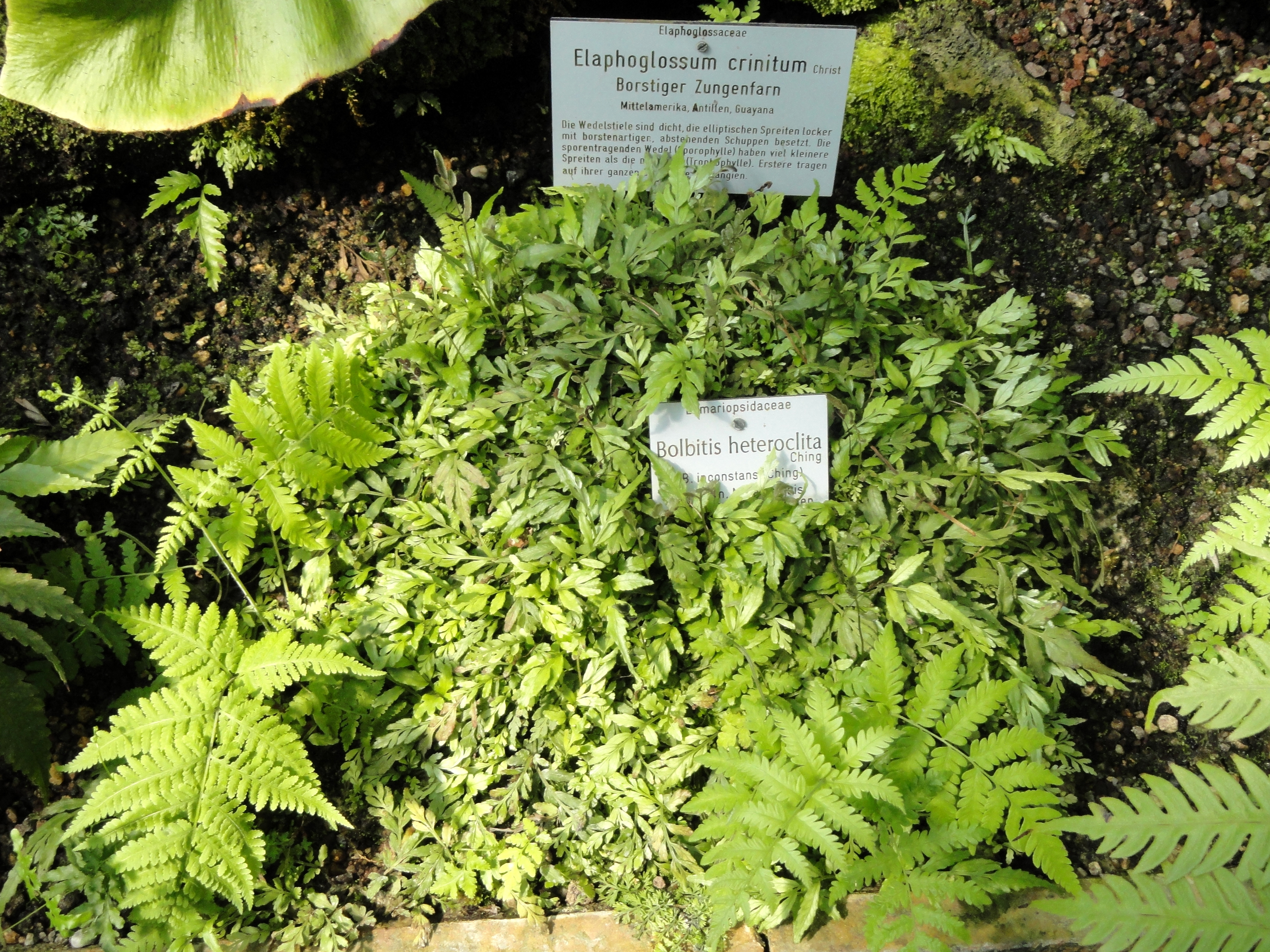